# أوتو شيلينغ
أوتو شيلينغ (بالألمانية: Otto Franz Georg Schilling)‏ هو رياضياتي ألماني، ولد في 3 نوفمبر 1911 في آبلدا في ألمانيا، وتوفي في 20 يونيو 1973 في هايلاند بارك في الولايات المتحدة.